# Q-feber
Q-feber, från engelskans query fever, "frågefeber", är en zoonos som orsakas av bakterien Coxiella burnetii. Namnet kommer av att det dröjde länge innan man lyckades isolera smittämnet, vilket till stor del beror på att bakterien lever intracellulärt, det vill säga inuti kroppens celler hos den smittade. Sjukdomen finns över hela världen utom på Nya Zeeland. Smittan sker framför allt via aerosolsmitta från sjuka djur. Ungefär hälften av de smittade får en helt symptomfri infektion. Övriga smittade drabbas vanligen av influensaliknande symptom 2-3 veckor efter smittotillfället med eller utan en samtidig lunginflammation. Q-feber kan också ge en kronisk infektion, där endokardit är den viktigaste sjukdomsformen. I Sverige diagnostiseras vanligtvis ett till fem fall årligen av Q-feber, varav de flesta har smittats utomlands. Bakterien finns dock i Sverige, och inhemsk smitta förekommer, även om det är mer sällsynt. Q-feber är dock sannolikt underdiagnostiserad på grund av den stora andelen symptomfria infektioner. Sjukdomen diagnostiseras serologiskt, det vill säga genom att man letar efter antikroppar mot bakterien i patientens blod. Behandlingen är med antibiotika, i första hand makrolider. 
Q-feber är en anmälningspliktig sjukdom enligt Smittskyddslagen. Bakterien är tålig för värme och uttorkning och kan leva länge i det fria, och smittdosen (den mängd bakterier som krävs för att orsaka sjukdom) är låg. Detta gör att Q-feber klassas som ett potentiellt biologiskt vapen.

## Q-feber kliniska symtom hos djur
Q-feber är en etablerad orsak till kastning hos idisslare och sällskapsdjur.
Infektion med bakterien Coxiella burnetti hos mjölkkor är väldokumenterad och den har kopplats till fruktsamhetsproblem i mjölkkobesättningar i rapporter från Kanada, USA, Cypern, Frankrike, Ungern, Japan, Schweiz och Tyskland. 
I en nyligen utförd studie sågs en signifikant koppling mellan mjölkproducerande besättningar seropositiva för C. burnetti och för Q-feber typiska symtom såsom kastning, dödfödda kalvar, svaga kalvar och omlöpningar. 
Experimentell ympning av C. burnetti på nötboskap har dessutom inte bara inducerat luftvägssjukdom och myokardit (hjärtmuskelinflammation) utan ofta även kastningar och oregelbundna omlöpningar.  
Publicerade studier har visat att användning av ett vaccin, baserat på fas I C. burnetti, på infekterade gårdar är ett intressant hjälpmedel för att hantera och förebygga tidig eller sen kastning, ombetäckningar, uteblivna eller tysta brunster, inflammation i livmodern samt minskad mjölkproduktion orsakade av C. burnetti.